# Discaria
Discaria es un género de cerca de 12 especies  plantas con flores de la familia Rhamnaceae, nativa de regiones templadas del Hemisferio Sur,  Australia, Nueva Zelanda,  Sudamérica.
Son arbustos caducifolios espinosos, o pequeños árboles de 2-5 m de altura.

## Taxonomía
Discaria fue descrito por William Jackson Hooker y publicado en Botanical Miscellany 1: 156, en el año 1829. La especie tipo es: Discaria americana Gillies & Hook.

## Especies
- Discaria americana
- Discaria articulata
- Discaria chacaye
- Discaria longispina
- Discaria nana
- Discaria nítida
- Discaria pubescens
- Discaria serratifolia
- Discaria toumatou